# Tipula (Pterelachisus) diflava
Tipula (Pterelachisus) diflava is een tweevleugelige uit de familie langpootmuggen (Tipulidae). De soort komt voor in het Nearctisch gebied.